# Выборы в Азербайджане
Выборы в Азербайджане — процесс проведения выборов. В Азербайджане проводятся президентские, парламентские и муниципальные выборы, а также конституционные референдумы. Двое выборов, или выборы и референдум не могут проводиться в один день.

## История

### Азербайджанская ССР
17 апреля 1920 года был принят декрет АзРевКома «О выборах в городские (кроме Бакинского) Советы рабочих и крестьянских депутатов Азербайджанской ССР». Согласно декрету, учреждались выборные Городские Советы. Городские Советы учреждались в городах численностью не менее 10 000 чел. Выборы производились раз в 6 месяцев. В Советы избирался один депутат на каждые 100 человек населения, но не свыше 150 депутатов.

## Общие положения
Проведение выборов регулируется Конституцией Азербайджана и Избирательным кодексом, принятым 27 мая 2003 года.
Проведение выборов в указанные в Конституции сроки обязательно.
Выборы или референдум объявляется не позднее 60 дней до дня проведения голосования. День проведения выборов или референдума является нерабочим днём.
Выборы организовываются избирательными комиссиями. Референдумы организовываются референдумными комиссиями.
Каждый гражданин Азербайджана, который достиг 18 лет имеет активное избирательное право, что предусматривает право голосовать на выборах, а также референдуме.
Каждый гражданин Азербайджана, который имеет активное избирательное право, также имеет пассивное избирательное право, что предусматривает возможность быть избранным.
С 2001 года аппарат омбудсмена Азербайджана осуществляет наблюдение за выборами.
С 2008 года организуется интернет-трансляция выборов при помощи веб-камер. Действует центр технического контроля веб-камер. Трансляции с камер ведутся на официальном сайте ЦИК. Для трансляции используются веб-камеры высокого разрешения с улучшенными техническими параметрами.
Действует Государственная автоматизированная информационная система, осуществляющая передачу протокольных данных об активности избирателей, итогах голосования в электронном формате.
С 2024 года в центрах «ASAN» на смарт-мониторах действует раздел, с помощью которого граждане могут проверить свои имена в списках избирателей, узнать свой избирательный округ и избирательный участок.

## Участие граждан
Граждане АР участвуют на выборах на основе равного, прямого и всеобщего избирательного права путём тайного и личного голосования. В голосовании граждане участвуют на основе свободного и добровольного волеизъявления. Азербайджанские граждане, проживающие за пределами Азербайджанской Республики, вправе голосовать в дипломатических представительствах или консульских учреждениях Азербайджана.
При каждом голосовании каждый гражданин имеет только один голос и может голосовать только за одного кандидата (за один ответ на каждый вопрос референдума). Все граждане Азербайджана участвуют в голосовании на равных отношениях. Голосование проводится лично и тайно. Запрещается голосовать вместо другого человека.
Согласно ст. 3 Избирательного кодекса Азербайджана, независимо от расовой, национальной, религиозной, половой принадлежности, происхождения, имущественного положения, служебного положения, убеждения, принадлежности к политическим партиям, профсоюзам и другим общественным объединениям или иного статуса, граждане Азербайджана имеют право выбирать, быть избранными и участвовать в референдуме.
Не имеют активное избирательное право:
- лица без гражданства
- иностранцы

Не имеют пассивного избирательного права люди:
- не имеющие активное избирательное право
- отбывающие наказание в местах заключения
- осуждённые за тяжкие преступления
- с двойным гражданством (пока не истечёт двойное гражданство)
- имеющие обязательства перед другими государствами (до прекращения обязательств)
- военнослужащие (пока находятся на военной службе)
- судьи (пока исполняют обязанности судьи)
- государственные чиновники (пока находятся на государственной службе)
- священнослужители (пока занимаются профессиональной религиозной деятельностью)

На июнь 2024 года правом голоса в Азербайджане обладают 6 млн 334 тыс. 444 чел.

## Избирательные (референдумные) комиссии
Избирательные (референдумные) комиссии состоят из Центральной комиссии, окружных комиссий, а также участковых комиссий.
Избирательные (рефендумные) комиссии созываются на 5-летний срок. При досрочном роспуске избирательной (рефендумной) комиссии формируется новая комиссия, срок полномочий которой ограничивается сроком полномочий распущенной комиссии.
Центральная избирательная комиссия — государственный орган, который руководит деятельностью всех других избирательных комиссий. Центральная избирательная комиссия состоит из 18 членов, которые избираются Национальным Собранием АР. 6 членов являются представителями правящей политической партии, 6 членов — депутаты, которые не принадлежат ни к одной политической партии и 6 членов — представители политических партий — меньшинств в парламенте.
Избирательными (референдумными) комиссиями руководят председатель (или его заместитель) и два секретаря, которые избираются путём открытого голосования на первом заседании комиссии. Председатель избирательной (референдумной) комиссии имеет право распределения обязанностей среди секретарей и других членов комиссии.
Член одной избирательной (референдумной) комиссии не может также являться членом другой избирательной (референдумной) комиссии.
Членами избирательной (референдумной) комиссии не могут быть лица:
- без гражданства
- с двойным гражданством
- без высшего образования
- с обвинительным приговором суда
- являющиеся кандидатом в президенты
- являющиеся кандидатом в депутаты Национального Собрания
- члены муниципалитета

## Обязанности Центральной ИК
- контроль над соблюдением избирательных прав граждан
- создание окружных избирательных комиссий
- руководство деятельностью избирательных комиссий (окружных и участковых)
- обеспечение доставки избирательных бюллетеней и других документов в другие (в частности окружные) избирательные комиссии
- создание условий для предвыборной деятельности кандидатов
- распределение материальных средств из государственного бюджета на подготовку и проведение выборов, а также референдума
- контроль над рациональным использование распределённых материальных средств
- оказание правовой, методической и организационно технической помощи избирательным комиссиям
- утверждение избирательных бюллетеней
- контроль над финансированием предвыборной кампании
- составление единого списка всех избирателей
- контроль над проведением референдума
- определение и публикация итогов референдума
- контроль над проведением выборов в Национальное Собрание
- обеспечение соблюдения условий предвыборной кампании
- публикация списков зарегистрированных кандидатов
- публикация официальных результатов выборов в Национальное Собрание
- составление списка избранных депутатов
- контроль над проведением президентских выборов
- регистрация кандидатов на пост президента
- составление единого списка всех зарегистрированных кандидатов
- обеспечение равного условия для предвыборной деятельности кандидатов
- определение результатов президентских выборов
- публикация официальных результатов президентских выборов

## Предвыборная агитация
Право ведения предвыборной (предреферендумной) кампании предоставляется агитационным группам, зарегистрированным кандидатам, а также политическим партиям, зарегистрировавшим кандидата.
Предвыборные кампании ведутся посредством средств массовой информации, массовых мероприятий, печатных материалов.
При проведении предвыборных кампаний в президенты кандидатам предоставляется бесплатное эфирное время на телеканале Общественной телерадиовещательной компании, в газетах «Азербайджан», Халг газети, Бакинский рабочий, «Республика». Предоставление телеэфира и публикации в печати на платной основе в государственных и частных СМИ осуществляются при уведомлении ЦИК Азербайджана.
Эфирное время на телеканале должно составлять не менее 3-х часов в неделю в совокупности.
Предвыборная кампания начинается за 23 дня до дня проведения голосования, и прекращается за 24 часа до начала голосования. Агитация в день голосования запрещена.
Наблюдение за соблюдением законодательства при освещении выборов в СМИ и медиаресурсах осуществляет Совет печати Азербайджана. При Совете действует «горячая линия».

## Финансирование
Все расходы на подготовку, организацию, проведение выборов и референдума, обеспечение деятельности избирательных (референдумных) комиссий оплачиваются за счёт государства из государственного бюджета.

## Президентские выборы
Президент — исполнительная власть Азербайджана. Общие правила проведения президентских выборов устанавливаются Национальным Собранием АР.
Срок полномочий президента Азербайджана — 7 лет. Президент избирается на основе прямых, всеобщих и равных выборов при тайном, свободном и личном голосовании.
Кандидатом в президенты может стать любой гражданин Азербайджана, который в течение 10 лет постоянно проживает на территории Азербайджана, обладает избирательным правом, имеет высшее образование, не имеет двойного гражданства, не был судим за тяжкое преступление и не имеет никакого обязательства перед другими государствами.
Президентом избирается кандидат, набравший больше половины голосов проголосовавших. В случае если на первом туре голосования никто из кандидатов не наберёт необходимое большинство, через две недели проводится второй тур президентских выборов, в котором участвуют только два кандидата, набравшие больше всего голосов в первом туре. Если из первых двух кандидатов кто-то отзовёт свою кандидатуру, во втором туре будут участвовать следующие по количеству голосов кандидаты. Во втором туре президентом избирается кандидат, набравший большинство голосов.
В течение 14 дней после проведения голосования Конституционный суд Азербайджана объявляет официальные результаты выборов. По истечении 3-х дней после объявления официальных результатов президент приносит присягу и в этот же день начинается новый срок президентства.
В случае ведения военных действий в стране, которые не позволяют проводить президентские выборы, срок полномочия действующего президента продлевается до окончания военных действий.
Внеочередные президентские выборы назначаются президентом Азербайджана.
В случае досрочной отставки или ухода президента, в течение 60 дней проводятся внеочередные выборы на пост президента страны. До проведения новых выборов полномочия президента выполняет первый вице-президент АР.

## Парламентские выборы
Парламентом Азербайджана является Национальное Собрание (Милли Меджлис) Азербайджана. Выборы в парламент назначает Президент Азербайджана. Общие правила проведения парламентских выборов устанавливаются Национальным Собранием АР.
В парламент Азербайджана избирается 125 депутатов по одномандатным избирательным округам. Каждый кандидат может быть зарегистрированным только в одном одномандатном избирательном округе. Кандидат, набравший в голосовании большинство голосов избирателей, участвовавших на выборах, считается избранным. В случае если количество голосов будет равным, выборы считаются несостоявшимися и проводятся повторные выборы.
В течение 2-х дней после проведения голосования определяются результаты выборов.
Срок полномочий парламента Азербайджана — 5 лет. Парламентские выборы проводятся каждые пять лет в первое воскресенье ноября.
В случае ведения военных действий в стране, которые не позволяют проводить парламентские выборы, срок полномочия Национального Собрания продлевается до окончания военных действий.
В случае выбывания депутата проводятся новые выборы депутатов взамен выбывших. Срок полномочий новых депутатов ограничивается оставшимся сроком парламента.
В случае выбывания депутата из парламента менее, чем за 120-дневный срок до завершения полномочий Национального Собрания, новые выборы не проводятся.

## Муниципальные выборы
Муниципалитеты в Азербайджане — органы местного самоуправления. Члены местного самоуправления избираются на основе системы относительного большинства по избирательным округам, которые являются многомандатными. Выборы в муниципалитеты назначаются Центральной избирательной комиссией.
Срок полномочий органов местного самоуправления — 5 лет.
Члены органа местного самоуправления избираются в определённом количестве, что соответствует :
- н* < 500 — 5 членов;
- 500 < н < 999 — 7 членов;
- 1.000 < н < 4 999 — 9 членов;
- 5.000 < н < 9 999 — 11 членов;
- 10.000 < н < 19 999 — 13 членов;
- 20.000 < н < 49 999 — 15 членов;
- 50.000 < н < 99 999 — 17 членов;
- 100.000 < н < 299 999 — 19 членов.

* н — население
Любой гражданин Азербайджана, достигший 21 года и имеющий постоянное проживание на территории соответствующего избирательного округа, может стать кандидатом в члены в муниципалитеты. Кандидат в члены органа местного самоуправления может выдвинуть и зарегистрировать свою кандидатуру только в один муниципалитет. Чтобы зарегистрировать свою кандидатуру в члены органа местного самоуправления каждому гражданину-кандидату необходимо определённой количество подписей избирателей:
- н* < 4 999 — 15 подписей;
- н > 4 999 — 30 подписей;
- н > 9 999 — 50 подписей;
- н > 19 999 — 75 подписей;
- н > 49 999 — 100 подписей;
- н > 99 999 — 150 подписей.

* н — количество населения на территории соответствующего избирательного округа.
Каждый избиратель не может проголосовать за число кандидатов, превышающее общее количество членов муниципалитета. В течение 25 дней со дня проведения голосования Центральная избирательная комиссия объявляет официальные результаты выборов.
В случае не избрания членов органов местного самоуправления в полном составе, а также в случае преждевременного прекращения срока полномочия членов муниципалитета проводятся дополнительные выборы.

## Конституционные референдумы
Конституционный референдум — всенародное голосование граждан Азербайджана по определённым вопросам, отмеченным в Конституции АР.
Решение о проведении референдума принимает Национальное Собрание Азербайджана. Также референдум проводится, если к Президенту или в парламент обратятся не менее 300 000 граждан Азербайджана с предложением проведения референдума. В решении о проведении референдума указывается дата проведения, акт референдума, краткое содержание акта и порядок финансирования референдума.
В средствах массовой информации публикуется проект референдума с целью ознакомления населения с вопросами, выносимыми на референдум.
В бюллетене голосования на референдуме указывается каждый вопрос, выносимый на референдум, а также соответствующие варианты ответов («за»/«против», «да»/«нет», «согласен»/«не согласен»).
Каждый избиратель может дать только один ответ на каждый вопрос, выносимый на референдум.
В течение 25 дней со дня проведения голосования Центральная избирательная комиссия объявляет официальные результаты голосования на референдуме. В течение 30 дней со дня проведения голосования Центральная избирательная комиссия публикует текст принятого акта, который вступает в силу в день опубликования.
Вопрос, вынесенный на голосование на референдуме и получивший положительный ответ от более половины избирателей, участвовавших в голосовании, считается принятым. В случае, если на референдуме участвовали менее 25 % населения, имеющего избирательное право, референдум объявляется несостоявшимся.

## Международные наблюдатели
С 2003 года наблюдение за выборами в Азербайджане осуществляет наблюдательная миссия СНГ. За весь период по август 2024 года СНГ направило 12 миссий по наблюдению за выборами и референдумами в Азербайджане.
«Oracle Advisory Group» начала наблюдение за выборами в Азербайджане в 2013 году. С этого периода организация 7 раз приняла участие в выборах в качестве наблюдателя, включая парламентские выборы 2024 года.

## Экзитпол
С парламентских выборов 2024 года экзитполы в Азербайджане начала проводить итальянская компания «SWG S.P.A».